# 安源路矿工人大罢工
安源路矿工人大罢工发生于1922年9月，是中国共产党成立初期组织的一场大型的罢工运动。它是中国历史上最早的工人大罢工之一,也是中国共产党早期引领工人运动的成功案例。

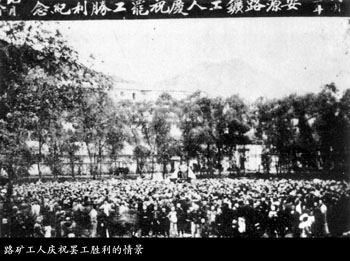
安源路矿工人大罢工

此次大罢工推动中共在江西影响力,成为中国工人运动里程碑。大罢工后,部分工人参加北伐,部分返回农村。毛泽东等通过此事件深入了解工人,为后续运动积累经验，在中共历史上具有重要意义。

## 概述
1920年代安源路矿（安源煤矿和株萍铁路）有一万多工人，再加上几千失业工人，是中国工人阶级最集中的地方。1921年中国共产党第一次全国代表大会后不久，毛泽东、李立三等人两次来到安源了解情况，李立三留下组织工人，发展党员。1922年5月，安源路矿工人俱乐部成立。
1922年9月，江西的安源路矿当局拒绝发放长期拖欠的工人工资，并试图解散工人俱乐部。毛泽东、刘少奇赶到安源，准备罢工。9月12日深夜，李立三为总指挥、刘少奇为俱乐部全权代表，领导近两万路矿工人举行大罢工。9月18日，在工人们的坚决斗争下，路矿当局终于屈服，签订了十三条协议。这次大罢工取得了胜利。
1925年9月，工人俱乐部被武力解散。一部分工人南下广东参加国民革命军北伐。在第四军的葉挺獨立團中，萍乡路矿工人就占总人数的三分之二。还有一些工人回到农村。1927年9月，毛泽东领导了湘赣边界的秋收暴动，一些萍乡路矿工人参加了起义军，开赴井冈山。

## 参与人员
除毛泽东、刘少奇、李立三外，还有一批中共早期领导和高级将领都曾经在安源路矿工作过，如朱少连、朱锦棠、刘昌炎、萧劲光、周怀德、张浩（林育英）、陈潭秋、黄静源、蒋先云、滕代远、丁秋生、王耀南、刘先胜、许建国、余波生、余益元、吴烈、吴运铎、肖华湘、杨得志、罗华生、罗桂华、幸元林、晏福生、姜彬、唐延杰、韩伟、韩联生、蔡树藩、熊飞等。

## 文艺作品

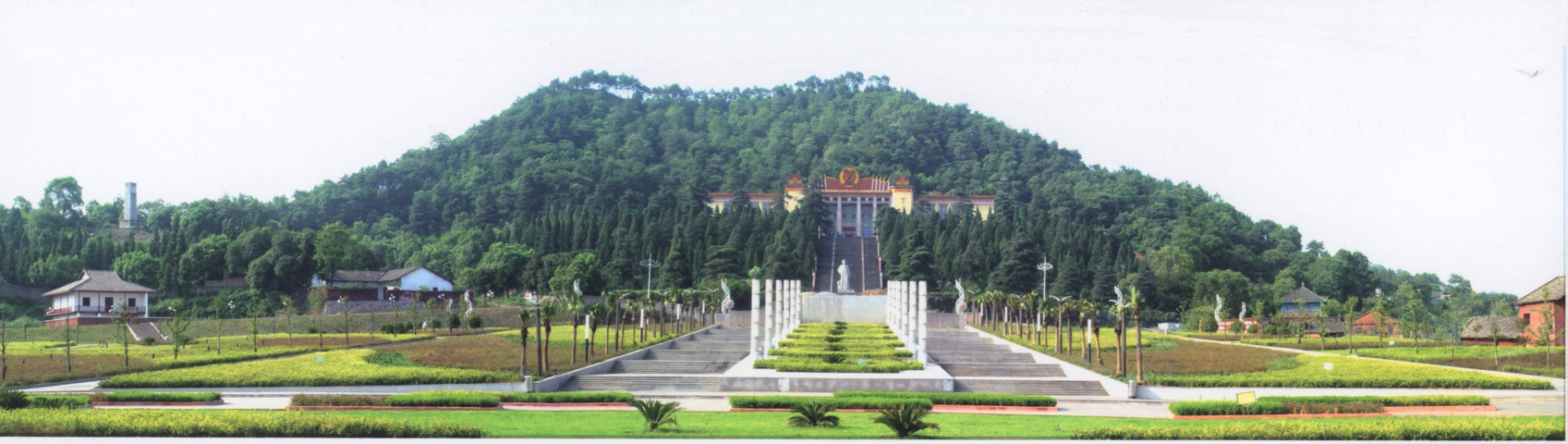
安源路矿工人运动纪念馆，远方中间白色雕塑为《毛主席去安源》

- 电影《燎原》，主人公雷焕觉以刘少奇为原型，在刘被批斗之后这部电影被批。
- 油画《毛主席去安源》，作者刘春华等，1968年7月1日在多家报纸发表。画面中青年毛泽东身穿蓝色长衫，右手执红色油布伞。这幅画因为受到江青的赞赏而在文革时家喻户晓，它迅速被制作成各种印刷品发行，印量达9亿多张，是世界上印数最多的一张油画。这幅画还衍生出邮票、刺绣、雕塑等多种艺术形式的再现。其创作背景是主张毛泽东才是安源路矿工人大罢工的组织者，而不是当时正在被批的刘少奇。1995年刘春华将此画以550万元卖给中国建设银行广州分行，还引起了连环诉讼。
- 电影《毛泽东去安源》，2003年，潇湘电影集团。
- 电视剧《共产党人刘少奇》第10、11集
- 电视剧《大浪淘沙》第12集

## 延伸閱讀
- 裴宜理：〈重拾中国革命 （页面存档备份，存于）〉。